# Paola Pisano
Paola Pisano, née le 4 janvier 1977 à Turin, est une enseignante et femme politique italienne, membre du Mouvement 5 étoiles (M5S). Elle est l'auteur de plus de 70 publications internationales sur la disruption, c'est-à-dire l'impact des Nouvelles technologies sur le marché économique.
Elle est ministre italienne pour l'Innovation technologique et la Numérisation de 2019 à 2021.

## Biographie
Paola Pisano est professeur de gestion de l'innovation à l'Université de Turin depuis 2013 où elle enseigne l’innovation disruptive et les modèles économiques novateurs ; elle y dirige également depuis 2014 le centre multidisciplinaire d'innovation technologique.
Elle commence sa carrière politique comme conseillère municipale chargée du numérique auprès de Chiara Appendino, maire issue du Mouvement 5 étoiles à Turin. Turin est la première ville d'Italie à expérimenter la conduite autonome en milieu urbain, un des projets qui s'inscrit dans le Torino City Lab, plateforme d'innovation fortement soutenue par la conseillère Paola Pisano.
Le 5 septembre 2019, Paola Pisano est nommée ministre pour l'Innovation technologique et la Numérisation dans le second gouvernement de l'indépendant Giuseppe Conte, auquel le M5S participe. Ministre sans portefeuille, ce poste n'est attribué que pour la seconde fois, le précédent étant Lucio Stanca de 2001 à 2006 sous Silvio Berlusconi. Elle aura pour mission de piloter la numérisation de l’administration publique qui est l'une des moins avancées en Europe et de coordonner les nombreuses agences déjà structurées comme l'agence pour l'Italie digitale.